# New Windsor (hrabstwo Orange)
New Windsor – jednostka osadnicza w Stanach Zjednoczonych, w stanie Nowy Jork, w hrabstwie Orange.